# Монтереј
Монтереј (шп. Monterrey) је град у Мексику у савезној држави Нови Леон. То је најважнији град северног Мексика. Монтереј је град развијене индустрије, а бруто производ по становнику је највиши у земљи. Према процени из 2005. у граду је живело 1.133.070 становника, што га чини деветим градом Мексика по величини. Град је основан 1596. под именом Нуестра Сењора де Монтереј (Nuestra Señora de Monterrey). Име је добио по супрузи намесника Нове Шпаније, војвоткиње од Монтереја (град у Галицији у Шпанији).
Град је средиште у Монтерејском градском подручју, другом по продуктивности у Мексику са БДП-ом (паритетом куповне моћи) од 140 милијарди америчких долара у 2015. години, и другом највећем градском подручју у Мексику са процијењеном популацијом од 5.341.171 становника до 2020. Према попису из 2020. у самом граду живи 1.142.194 становника. Монтереј је један од најживљих градова у Мексику, а једна студија из 2018. показала је да је предграђе Сан Педро Гарза Гарсија насеобина са најбољим квалитетом живота у Мексику. Служи као комерцијални центар северног Мексика и база је многих значајних међународних корпорација. Његов pаритет куповне моћи - прилагођени БДП по становнику је знатно већи од остатка Мексика и износи око 35.500 УСД, у поређењу са 18.800 УСД у земљи. Сматра се Бета светским градом, космополитским и конкурентним. Град има богату историју и културу, и један је од најразвијенијих градова у Мексику.
Као важан индустријски и пословни центар, град је такође дом многих мексичких компанија, укључујући , и Grupo ALFA. Монтереј је такође дом регионалних седишта бројних међународних компанија.

## Географија

### Клима
| Показатељ \ Месец                                                                                     | .Јан.        | .Феб.        | .Мар.        | .Апр.        | .Мај.        | .Јун.        | .Јул.        | .Авг.        | .Сеп.         | .Окт.        | .Нов.        | .Дец.        | .Год.         |
| --- | ------------ | ------------ | ------------ | ------------ | ------------ | ------------ | ------------ | ------------ | ------------- | ------------ | ------------ | ------------ | ------------- |
| Апсолутни максимум, °C (°F)                                                                           | 38,0 (100,4) | 39,5 (103,1) | 43,0 (109,4) | 48,0 (118,4) | 46,0 (114,8) | 45,0 (113)   | 41,5 (106,7) | 42,5 (108,5) | 41,0 (105,8)  | 39,0 (102,2) | 39,0 (102,2) | 39,0 (102,2) | 48,0 (118,4)  |
| Максимум, °C (°F)                                                                                     | 20,7 (69,3)  | 23,2 (73,8)  | 26,9 (80,4)  | 30,0 (86)    | 32,2 (90)    | 33,8 (92,8)  | 34,8 (94,6)  | 34,5 (94,1)  | 31,5 (88,7)   | 27,6 (81,7)  | 24,1 (75,4)  | 21,2 (70,2)  | 28,4 (83,1)   |
| Просек, °C (°F)                                                                                       | 14,4 (57,9)  | 16,6 (61,9)  | 20,0 (68)    | 23,4 (74,1)  | 26,2 (79,2)  | 27,9 (82,2)  | 28,6 (83,5)  | 28,5 (83,3)  | 26,2 (79,2)   | 22,4 (72,3)  | 18,4 (65,1)  | 15,1 (59,2)  | 22,3 (72,1)   |
| Минимум, °C (°F)                                                                                      | 8,2 (46,8)   | 10,0 (50)    | 13,2 (55,8)  | 16,7 (62,1)  | 20,2 (68,4)  | 22,0 (71,6)  | 22,3 (72,1)  | 22,5 (72,5)  | 20,9 (69,6)   | 17,2 (63)    | 12,7 (54,9)  | 9,1 (48,4)   | 16,3 (61,3)   |
| Апсолутни минимум, °C (°F)                                                                            | −7 (19)      | −7 (19)      | −1 (30)      | 5,0 (41)     | 8,0 (46,4)   | 11,5 (52,7)  | 11,0 (51,8)  | 12,2 (54)    | 2,0 (35,6)    | 2,0 (35,6)   | −5 (23)      | −7,5 (18,5)  | −7,5 (18,5)   |
| Количина падавина, mm (in)                                                                            | 16,6 (0,654) | 16,5 (0,65)  | 19,9 (0,783) | 29,7 (1,169) | 52,3 (2,059) | 68,4 (2,693) | 43,0 (1,693) | 81,6 (3,213) | 150,6 (5,929) | 75,1 (2,957) | 23,0 (0,906) | 14,1 (0,555) | 590,8 (23,26) |
| Дани са падавинама (≥ 0.1 mm)                                                                         | 4,2          | 3,8          | 3,4          | 4,5          | 5,7          | 5,6          | 3,9          | 6,4          | 8,2           | 6,5          | 4,1          | 3,4          | 59,7          |
| Дани са снегом                                                                                        | 0,03         | 0,0          | 0,0          | 0,0          | 0,0          | 0,0          | 0,0          | 0,0          | 0,0           | 0,0          | 0,0          | 0,0          | 0,03          |
| Релативна влажност, %                                                                                 | 67           | 64           | 58           | 61           | 66           | 66           | 63           | 63           | 69            | 71           | 68           | 69           | 65            |
| Сунчани сати — месечни просек                                                                         | 142          | 154          | 195          | 193          | 192          | 206          | 249          | 242          | 200           | 170          | 163          | 133          | 2.239         |
| Извор #1: Servicio Meteorológico Nacional (екстреми 1929–2010, влажност 1981–2000)                    |              |              |              |              |              |              |              |              |               |              |              |              |               |
| Извор #2: Colegio de Postgraduados (снежни дани 1951–1980), Deutscher Wetterdienst (сунце, 1961–1990) |              |              |              |              |              |              |              |              |               |              |              |              |               |

## Становништво
| Година                                                                   | Популација |
| ------------------------------------------------------------------------ | ---------- |
| 1798                                                                     | 7.000      |
| 1833                                                                     | 13.645     |
| 1846                                                                     | 15.000     |
| 1852                                                                     | 13.534     |
| 1862                                                                     | 14.534     |
| 1869                                                                     | 14.000     |
| 1881                                                                     | 40.000     |
| 1890                                                                     | 41.700     |
| 1900                                                                     | 62.266     |
| 1910                                                                     | 78.528     |
| 1921                                                                     | 88.479     |
| 1930                                                                     | 132.577    |
| 1940                                                                     | 206.152    |
| 1950                                                                     | 375.040    |
| 1960                                                                     | 708.399    |
| 1970                                                                     | 1.246.181  |
| 1990                                                                     | 2.213.711  |
| 1995                                                                     | 2.516.658  |
| 2006                                                                     | 3.864.331  |
| 2010                                                                     | 4.080.329  |
| 2015                                                                     | 4.704.929  |
| *Напомена: Подаци од 1970. до 2010. укључују општине метрополе Монтерреи |            |
| Референце:                                                               |            |

Према подацима са пописа становништва из 2010. године, град је имао 1.135.512 становника.
| 1990.     | 1995.     | 2000.     | 2005.     | 2010.     |
| --------- | --------- | --------- | --------- | --------- |
| 1.068.996 | 1.088.023 | 1.110.909 | 1.133.070 | 1.135.512 |

## Градови побратими
Монтере је побратимљен са:
- Барцелона, Шпанија (1992)
- Бетлехем, Палестина (1999)
- Билбао, Шпанија (1993)
- Кејптаун, Јужна Африка (2016)
- Консепсион, Чиле (1997)
- Далас, Сједињене Државе (1992)
- Гватемала, Гватемала (1998)
- Хамилтон, Канада (1993)
- Јаши, Румунија (1993)
- Макален, Сједињене Државе (1999)
- Медељин, Колумбија (1996)
- Монтереј, Шпанија (1999)
- Олонгапо, Филипини (1993)
- Орландо, Сједињене Државе (2002)
- Росарио, Аргентина (1993)
- Сан Антонио, Сједињене Државе (1953)
- Сан Салвадор, Ел Салвадор (1996)
- Шенјанг, Кина (2015)
- Сурабаја, Индонезија (2001)